# Leostyletus pseudomisakiensis
Leostyletus pseudomisakiensis is een slakkensoort uit de familie van de Eubranchidae. De wetenschappelijke naam van de soort is voor het eerst geldig gepubliceerd in 1998 door Martynov.